# Зародов, Константин Иванович
Константин Иванович Зародов (1920—1982) — советский политический деятель, журналист и историк; доктор исторических наук, профессор, заслуженный деятель науки РСФСР (1980).

## Биография
Родился 1 ноября 1920 года в деревне Слобода Вологодской губернии, русский.
Участник Великой Отечественной войны, в 1939—1946 годах служил в Военно-морском флоте: в 1939 году — моряк, с 1941 года — морской пехотинец, комсорг отряда 12-й бригады морской пехоты. Член ВКП(б) с 1940 года. В 1941—1944 годах защищал Заполярье, был участником десантных операций Северного флота, в частности — комсоргом десантного отряда при высадке на мыс Пикшуев в 1942 году.
С 1946 года находился на комсомольской и журналистской работе. В октябре 1947 — мае 1950 секретарь Вологодского обкома ВЛКСМ. Окончил Высшую партийную школу при ЦК ВКП(б) (заочно) в 1951 году и Академию общественных наук при ЦК КПСС в 1954 году. В 1956—1961 годах работал в аппарате ЦК КПСС.
В 1961—1965 годах — главный редактор газеты «Советская Россия», в 1965—1968 годах — первый заместитель главного редактора газеты «Правда», в 1968—1982 годах — шеф-редактор журнала «Проблемы мира и социализма». Кандидат в члены ЦК КПСС в 1966—1982 годах. Был делегатом XXII, XXIII, XXIV, XXV и XXVI съездов КПСС.
Был автором ряда публикаций, среди которых:
- Ленинская газета «Пролетарий» (1905 г.). — М.: Госполитиздат, 1955.
- Ленинская теория перерастания буржуазно-демократической революции в революцию социалистическую. — М.: Знание, 1956.
- О своеобразии форм перехода различных стран к социализму. — М.: Госполитиздат, 1956.
- Как идет мировой революционный процесс. — М.: Советская Россия, 1964.
- Три революции в России и наше время. — М.: Мысль, 1975.

Умер 16 апреля 1982 года в Москве. Похоронен на Новодевичьем кладбище (9 участок, 9 ряд).

## Награды и звания
- орден Ленина (04.05.1962)
- орден Октябрьской Революции (13.09.1978)
- орден Трудового Красного Знамени (28.10.1948; 30.10.1970)
- медали
- Заслуженный деятель науки РСФСР (1980)